# Méhkerék
Méhkerék (rumänisch Micherechi) ist eine ungarische Gemeinde im Kreis Sarkad im Komitat Békés. Die Mehrheit der Bewohner der Gemeinde gehört der rumänischen Volksgruppe an.

## Geografische Lage
Méhkerék liegt gut fünf Kilometer nordöstlich der Stadt Sarkad und zwei Kilometer von der Grenze zu Rumänien entfernt. Nachbargemeinden sind Kötegyán und Újszalonta.

## Gemeindepartnerschaften
- Beiuș, Rumänien
- Bulz (Bihor), Rumänien

## Söhne und Töchter der Gemeinde
- Maria Berényi (* 1959), Philologin und Autorin

## Sehenswürdigkeiten
- Gedenktafel für György Nyisztor und Tivadar Kovács (Nyisztor György és Kovács Tivadar-emléktábla)
- Gurkenfestival (Uborkafesztivál)
- Csörsz-árok aus dem 4. Jahrhundert
- Nicolae-Bălcescu-Büste (Nicolae Bălcescu-mellszobor), erschaffen 1975 von Sándor Kligl
- Rumänisch-Orthodoxe Kirche Szent Mihály és Gábriel arkangyalok, erbaut 1848
- Szent-István-Statue (Szent István-szobor)

## Verkehr
Durch Méhkerék verläuft die Nebenstraße Nr. 42153. Die Gemeinde ist angebunden an die Eisenbahnstrecke von Békéscsaba nach Vésztő.